# 安东尼奥·尤利亚诺
安东尼奥·尤利亚诺（義大利語：Antonio Juliano，1942年12月26日—2023年12月13日），意大利男子足球运动员，场上位置是中场。他曾入选意大利国家队参加1966年、1970年和1974年国际足联世界杯。

## 榮譽
拿坡里
- 義大利盃冠軍（2次）：1962年，1976年
- 英義聯賽盃冠軍（1次）：1976年

義大利
- 歐洲足球錦標賽冠軍（1次）：1968年
- 國際足協世界盃亞軍（1次）：1970年